# Comuna Ciovnovîțea, Orativ
Ciovnovîțea (în ucraineană Човновиця) este o comună în raionul Orativ, regiunea Vinnița, Ucraina, formată din satele Ciovnovîțea (reședința) și Zakrînîcicea.

## Demografie
Componența lingvistică a satului Ciovnovîțea
     Ucraineană (98,62%)
     Alte limbi (0,99%)
Conform recensământului din 2001, majoritatea populației satului Ciovnovîțea era vorbitoare de ucraineană (98,62%), existând în minoritate și vorbitori de alte limbi.